# Theewaterskloof
La Municipalité de Theewaterskloof (Theewaterskloof Local Municipality) est une municipalité locale du district municipal de l'Overberg dans la province du Cap-Occidental en Afrique du Sud. Le siège de la municipalité est situé dans la ville de Caledon.

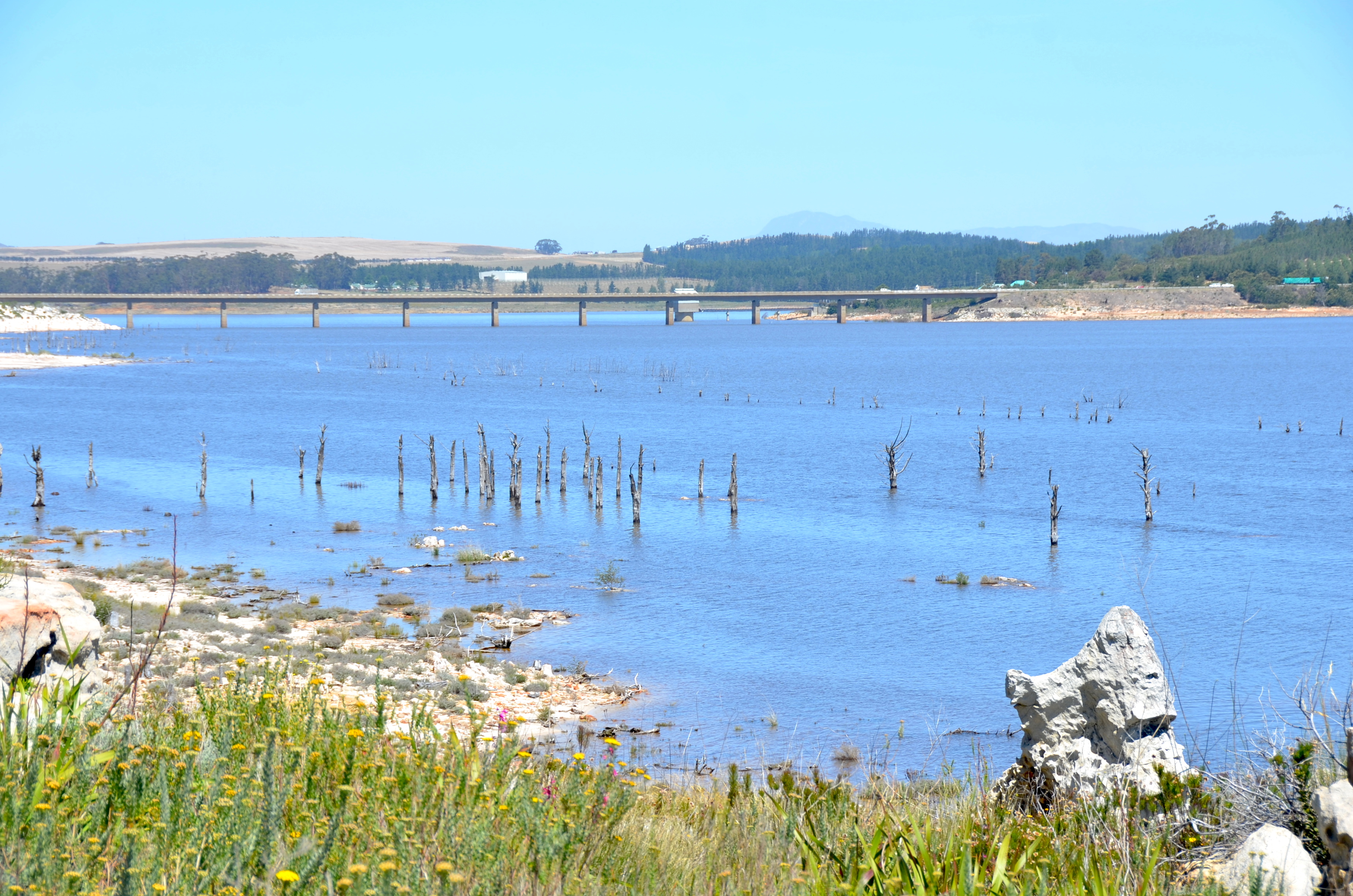
Municipalité locale de Theewaterskloof – Ve

## Localités de Theewaterskloof
La municipalité de Theewaterskloof  comprend les localités suivantes : 
| Villes, villages et zones rurales | Code   | Population | Superficie (km2) | Langue maternelle dominante |
| --------------------------------- | ------ | ---------- | ---------------- | --------------------------- |
| Botrivier                         | 171012 | 5 505      | 1,93             | Afrikaans                   |
| Caledon                           | 171011 | 13 020     | 18,06            | Afrikaans                   |
| Dennehof                          | 171005 | 121        | 1,09             | Afrikaans                   |
| Elgin                             | 171008 | 953        | 0,64             | Afrikaans                   |
| Genadendal                        | 171004 | 5 663      | 3,97             | Afrikaans                   |
| Grabouw                           | 171009 | 30 337     | 6,65             | Afrikaans                   |
| Greyton                           | 171006 | 2 780      | 2,89             | Afrikaans                   |
| Hottentots Holland Nature Reserve | 171003 | 0          | 94.06            |                             |
| Middleton                         | 171010 | 963        | 1,65             | Afrikaans                   |
| Riviersonderend                   | 171007 | 5 245      | 5,57             | Afrikaans                   |
| Villiersdorp                      | 171001 | 10 004     | 2,89             | Afrikaans                   |
| Zone rurale                       | 171002 | 34 200     | 3 092,24         | Afrikaans                   |
| Total                             | Total  | 108 790    | 3 231,63         | Afrikaans                   |

## Démographie
Selon le recensement de 2011, les 108 790 résidents de la municipalité de Theewaterskloof sont majoritairement issus de la population coloured (62,95 %). Les populations noires et les blancs représentent respectivement 26,43 % et 9,35 % des habitants.
Les habitants ont majoritairement l'afrikaans pour langue maternelle (73,60 %) devant le xhosa (16,90 %).

## Historique
La municipalité locale de Theewaterskloof (Caledon) a été constituée en 2000 à la suite de la réforme des gouvernements locaux.
Lors des élections municipales de 2016, l'Alliance démocratique (DA) remporta 52,30 % des voix et quatorze sièges de conseillers municipaux contre 36,78 % et dix sièges au congrès national africain (ANC). Trois autres sièges furent attribués à trois petits partis représentatifs dont les Economic Freedom Fighters.

## Administration
La municipalité se compose de 27 sièges de conseillers municipaux.

### Liste des maires
| Maires depuis 2000                            | Parti politique | Terme                            |
| --------------------------------------------- | --------------- | -------------------------------- |
| Ellen Jansen                                  | ANC             | 2000-2002                        |
| Dawie Abrahams                                | ANC             | 2002-2005                        |
| Fanie Booysen                                 | ANC             | 2005-2006                        |
| Christ Punt                                   | DA              | 2006-2016                        |
| Christelle Vosloo                             | DA              | 2016-2021                        |
| Karel Kallie Papier (-2023)                   | PA              | novembre 2021 - 27 Aout 2023     |
| Mary Liebenberg                               | PA              | septembre 2023-Aout 2024         |
| Lincoln de Bruyn                              | DA              | Aout 2024                        |
| Theunis Tienie Zimmerman (élection invalidée) | FF+             | 2 septembre 2024 - novembre 2024 |
| Lincoln de Bruyn                              | DA              | depuis novembre 2024             |